# 121237 Zachdolch
121237 Zachdolch este o planetă minoră (asteroid) din centura de asteroizi. A fost descoperită pe 8 septembrie 1999 la Catalina Station⁠(d) de Catalina Sky Survey. 
Obiectul prezintă o orbită caracterizată de o semiaxă mare de 3,0988238173787 UAi, o excentricitate de 0,33, o înclinație de 9,5 ° în raport cu ecliptica.